# یامازاکی کاتاایه
یامازاکی کاتاایه (به ژاپنی: 山崎片家); ۱ ژانویهٔ ۱۵۴۷ – ۲۱ مهٔ ۱۵۹۱) یک سامورایی در دوره آزوچی-مومویاما اهل ژاپن بود. همسر وی دختر آکچی میتسوهیده بود.